# Sven Agge
Sven Ingvar Agge (* 16. Juni 1925 in Siljansnäs; † 5. Februar 2005 ebenda) war ein schwedischer Biathlet.
Sven Agge gewann bei der Biathlon-Weltmeisterschaft 1959 in Courmayeur hinter Wladimir Melanin und Dmitri Sokolow die Bronzemedaille im einzigen offiziellen Rennen, dem Einzel. Mit Adolf Wiklund und Sture Ohlin gewann er zudem mit der schwedischen Staffel hinter der Vertretung aus der Sowjetunion die Silbermedaille im inoffiziellen Staffelrennen, das bei dieser zweiten Weltmeisterschaft erstmals als richtiges Staffelrennen durchgeführt wurde. Im Jahr darauf nahm Agge in Squaw Valley an den Olympischen Winterspielen 1960 teil, bei denen erstmals Biathlon olympisch war. Mit neun Schießfehlern und daraus resultierenden 18 Strafminuten, die auf die Laufzeit von einer Stunde und 30:21,7 Minuten aufgeschlagen wurden, platzierte der Schwede sich im Mittelfeld auf dem 16. von 30 Plätzen.